# جنوب غرب فنلاند

موقعیت فنلاند اصلی در فنلاند

فنلاند اصلی (فنلاندی: Varsinais-Suomi، سوئدی: Egentliga Finland) یکی از منطقه‌های فنلاند است که هم‌مرز با منطقه‌های ساتاکونتا، تاواستیای اصلی، جزایر الند و اوسیما است. تورکو بزرگ‌ترین و مرکز این منطقه می‌باشد.